# Otto Graf (político)
Otto Graf (8 de março de 1892 – 1 de setembro de 1971) foi um político alemão do Partido Social Democrata (SPD) e ex-membro do Bundestag alemão.

## Vida
Em 1949, Graf tornou-se membro do Bundestag alemão como candidato do SPD eleito directamente no círculo eleitoral de Munique-Oeste, ao qual pertenceu no primeiro período legislativo.

## Literatura
Herbst, Ludolf; Jahn, Bruno (2002).  Vierhaus, ed. Biographisches Handbuch der Mitglieder des Deutschen Bundestages. 1949–2002 (em alemão). München: De Gruyter - De Gruyter Saur. 1715 páginas. ISBN 978-3-11-184511-1